# Centro Hospitalar de São Tomé
Das Centro hospitalar de São Tomé oder Hospital Dr. Ayres Menezes ist ein Krankenhaus in São Tomé im Inselstaat São Tomé und Príncipe. Es liegt neben dem Instituto Superior de Ciências e Saúde, der gesundheitswissenschaftlichen Fakultät der Universidade de São Tomé e Príncipe.
Die Regierung von São Tomé und Príncipe hat die Aufgabe die Einrichtungen der Krankenhauses zu erhalten, aber manche Behandlungen können nur im Ausland durchgeführt werden.
2006 und auch 2009 erhielt das Krankenhaus Hilfen aus dem Ausland, um Hämodialyse zu ermöglichen. Die Vereinigten Staaten und Portugal stellten jeweils Mittel bereit. 2017 wurde ein neuer Diagnostischer Service gestartet.

## Name
Das Krankenhaus ist nach Ayres de Menezes benannt, dem ersten afrikanischen Arzt von São Tomé und Príncipe.